# Franz Grandits
Franz Grandits (* 5. Jänner 1964) ist ein ehemaliger Fußballspieler und nunmehriger Fußballfunktionär. Von 9. Dezember 2004 bis 12. August 2014 war er Obmann des steirischen Erstligisten TSV Hartberg.

## Karriere

### Als Fußballspieler
Als Fußballspieler war Grandits ebenfalls beim TSV Hartberg engagiert. Im Sommer 1986 kam er vom SV Oberwart zum damaligen Landesligisten TSV Hartberg. mit den Steirern mit denen ihm zwei Meistertitel in Folge – 1994/95 in der Landesliga Steiermark und 1995/96 in der Regionalliga Mitte – und damit der Durchmarsch in die damalige 2. Division gelang.
Bedingt durch den Aufstieg hatte Grandits zwei Jahre lang einen Vertrag als Fußballprofi. Allerdings bestritt er in dieser Zeit lediglich acht Spiele in der zweithöchsten Liga. Sein Debüt gab er dabei unter Trainer Manfred Wirth am 31. Juli 1996 bei der 0:1-Heimniederlage gegen den SC Austria Lustenau. Das letzte Spiel in der Ersten Liga bestritt er am 5. September 1997 unter Trainer Hermann Wagner beim 1:0-Auswärtssieg beim SKN St. Pölten. Bedingt durch den Abstieg aus der 2. Division verließ Grandits die Hartberger und wechselte 1998 zur TuS Greinbach. Bereits nach einem Jahr kehrte Grandits wieder nach Hartberg zurück, wo er seine aktive Laufbahn als Fußballspieler ausklingen ließ.

### Als Funktionär
Weitaus erfolgreicher verlief die Karriere als Fußballfunktionär. Grandits übernahm am 9. Dezember 2004 die Funktion des Obmanns beim TSV Hartberg. Unter seiner Führung etablierte sich der TSV Hartberg als Spitzenverein der Steiermark. In der Saison 2005/06 konnte der Verein neuerlich den Meistertitel in der Regionalliga Mitte und damit den Aufstieg in die 1. Liga feiern. Allerdings war dies nur ein kurzes Gastspiel, denn bereits ein Jahr später musste der TSV Hartberg wieder absteigen. Die Hartberger wollten sich damit nicht zufriedengeben und gewannen in der Saison 2008/09 neuerlich den Meistertitel in der Regionalliga Mitte und stiegen abermals in die zweithöchste Liga, die mittlerweile in Erste Liga umbenannt wurde, auf. Dort sind die Steirer seitdem fixer Bestandteil in Österreichs zweithöchster Spielklasse. Am 12. August 2014 übergab er die Funktion des Obmanns an den ehemaligen Torwart des Vereins Jürgen Rindler.

## Erfolge

### Als Spieler
- 1994/95 Meistertitel in der Landesliga Steiermark und
- 1995/96 Meistertitel in der Regionalliga Mitte

### Als Obmann
- 2005/06 Meistertitel in der Regionalliga Mitte
- 2008/09 Meistertitel in der Regionalliga Mitte